# Karl Leonhard Reinhold
Carl Leonhard Reinhold (Viena; 26 de octubre de 1757-Kiel; 10 de abril de 1823) fue un filósofo y, como escritor, el más importante representante de origen austríaco de la Ilustración alemana. Su hijo Ernst Christian Gottlieb Reinhold (1793-1855) también fue filósofo.

## Biografía
Reinhold nació en Viena en 1757. A los 14 años, en 1772, Reinhold entró en la orden de los jesuitas en Viena, en el colegio de Santa Ana. Al disolverse este, en 1774 siguió el cambio a la orden de los barnabitas. Allí estudió Filosofía y Teología y en 1778 fue nombrado profesor de Filosofía en el Colegio de los barnabitas (Barnabitenkollegium). En 1780, fue ordenado sacerdote de la orden. En 1781 se hizo miembro de la logia francmasónica de Viena Zur wahren Eintracht («Por la concordia verdadera»).
Sintiéndose incómodo con la vida monástica, en noviembre de 1783 Reinhold huyó del claustro vienés de San Miguel a Alemania, yendo primero a Leipzig, donde fue alumno de Platner. Posteriormente, se trasladó a Weimar. Aquí tuvo lugar su conversión al protestantismo, con el estímulo y supervisión de Johann Gottfried Herder. En mayo del mismo año, conoció a Christoph Martin Wieland y se hizo colaborador de la revista literaria de Wieland, Der Teutsche Merkur («El Mercurio alemán»). Para esta revista redactó en 1786 las Cartas sobre la filosofía kantiana (Briefe über die Kantische Philosophie), que en 1790 también aparecieron como libro y que contribuyeron esencialmente a la popularización del kantismo. En 1785, se casó con la hija de Wieland, Sophie Katharina Susanne, y fue nombrado Consejero de Weimar-Sajonia. Ya en 1783 se había vuelto uno de los Illuminati, con el nombre ‘Decius’ y en 1787 fue nombrado «prefecto» de la Orden en Jena.
A resultas de las Cartas, en 1787, recibió la llamada de la Universidad de Jena (actual Universidad Friedrich Schiller) para ser nombrado profesor extraordinario de Filosofía; en 1791 pasó a ser Professor ordinarius supernumerarius y, por su popularidad e implicación con la filosofía kantiana, ayudó mucho a hacer de Jena el centro de la filosofía alemana en esos años. En Jena, Reinhold fue el muy influyente maestro de Novalis, Franz Paul von Herbert, Johann Benjamin Erhard, Friedrich Karl Forberg y Friedrich Immanuel Niethammer. En 1794, tomó posesión, de forma duradera, del puesto de profesor ordinario en Kiel.
En los años 1790, Reinhold se aproximó eclécticamente a Johann Gottlieb Fichte y por otra parte a Friedrich Heinrich Jacobi; desde 1800 se volvió hacia el teólogo, filósofo y profesor de instituto de Stuttgart Christoph Gottfried Bardili, un primo de Schelling; y más tarde, aún hacia Johann Friedrich Herbart. En su filosofía tardía, se pasó —especialmente en los escritos Rüge einer merkürdigen Sprachverwirrung unter den Weltweisen (1809) y Grundlegung einer Synonymik für den allgemeinen Sprachgebrauch in den philosophischen Wissenschaften (1812)— a una filosofía basada en la crítica lingüística, por lo que puede pasar por ser un precursor del linguistic turn («giro lingüístico») de la filosofía.
En el año 1808, Reinhold se hizo miembro de la Academia de las Ciencias de Baviera (Múnich) y, en 1809, miembro de la logia «Amalia» de Weimar. En 1815, se hizo miembro de los «Caballeros de Danebrog». En 1816, fue nombrado consejero estatal real en Dinamarca. Desde 1820 hasta su muerte fue presidente (Meister vom Stuhl) de la logia Luise zur gekrönten Freundschaft, en Kiel. Durante esta época, fue colaborador en la Liga de los francmasones alemanes de Johann Christoph Bode, así como en la reforma de las logias (Schrödersche Lehrart]) de Friedrich Ludwig Schröder, cuyas modificaciones reformistas aún a comienzos del siglo XXI se practican en logias no alemanas. Tras la muerte de Bode, Reinhold prosiguió el trabajo, bajo la designación Der moralische Bund der Einverstandenen («Liga moral de los concordes»).
Reinhold es reconocido como quien preparó el terreno a la recepción de la filosofía trascendental crítica de Immanuel Kant en el ámbito lingüístico alemán. Intentó elaborar la filosofía crítica como una «filosofía elemental», en la que la razón y la sensibilidad son derivadas desde la «facultad de representación» (Vorstellungsvermögen). Con sus escritos centrales relacionados, Versuch einer neuen Theorie des menschlichen Vorstellungsvermögen (Ensayo de una teoría de la facultad humana de representación, 1789), Beyträge zur Berichtigung bisheriger Missverständnisse der Philosophen, Erster Band (Contribuciones para la corrección de los malentendidos de los filósofos hasta el presente, tomo I, 1790) y Über das Fundament des philosophischen Wissens (Sobre el fundamento del saber filosófico, 1791), ofreció una significativa contribución al desarrollo de la filosofía del idealismo alemán.

## Pensamiento
El encuentro con la filosofía de Kant significó para Reinhold la realización de sus más profundas exigencias morales y religiosas. Para él, el criticismo representaba la filosofía regeneradora y la fundamentación teórica de las aspiraciones morales del hombre. De estas premisas tomó la inspiración para indicar la tarea de la «filosofía elemental», que esencialmente se reduce a la demostración de que la filosofía crítica, como reflexión sobre las formas a priori, es la filosofía, y no una filosofía. Es el pensamiento definitivo en cuanto fundado enteramente en sí mismo. De ahí la búsqueda, desarrollada en su obra principal, el Ensayo, del primer principio indiscutible e indudable, de la filosofía, constituido por la conciencia.

### LasCartas sobre la filosofía kantiana
Habiendo sido con anterioridad un sacerdote católico, Reinhold mantenía los valores de la moralidad cristiana y la dignidad individual. Las doctrinas cristianas básicas de un Dios trascendente y un alma humana inmortal eran presupuestos de su pensamiento. Sin embargo, no estaba de acuerdo con Friedrich Heinrich Jacobi, que pensaba que la única manera de evitar el nihilismo y el ateísmo era creer en la moral religiosa revelada por Dios. Reinhold intentó mostrar que la filosofía de Kant ofrecía una alternativa tanto a la revelación religiosa como al escepticismo filosófico y al panteísmo fatalista. Pero la Crítica de la razón pura de Kant era un libro difícil y confuso. No se leía mucho y tenía poca influencia. Reinhold decidió escribir sus comentarios sobre el libro en la revista literaria Der Teutsche Merkur. Se saltó el comienzo y la mitad del libro y comenzó por el final. Reinhold mostró que el libro se leía mejor del revés, esto es, comenzando por la sección final. La última parte de la Crítica es donde Kant discutía los temas de la moral y su relación con las Ideas racionales de Dios, el libre albedrío y la vida después de la muerte. Estos temas eran los que más interesaban a Reinhold. Presentándolos al público, en lugar de la epistemología extremadamente dificultosa que ocupaba el grueso del libro, Reinhold despertó un gran interés. Como resultado, la Crítica de Kant se convirtió inmediatamente en un libro de gran importancia.
Según el editor de la versión inglesa, Karl Ameriks, «...Fichte, Hegel, Schelling, Schiller, Hölderlin, Novalis y Friedrich Schlegel desarrollaron su pensamiento como reacción a la lectura que hizo Reinhold de Kant». En efecto, la crítica (1792) de Gottlob Ernst Schulze («Enesidemo») a la «filosofía elemental» de Reinhold fue la que dio ocasión a que Fichte formulara (1794) su Doctrina de la ciencia, dando así comienzo al idealismo alemán. 
Hay una tendencia fáustica en la aserción reinholdiana de que una persona sólo puede esperar un premio futuro si se esfuerza constantemente por ser buena. No es moral ser bueno meramente con la esperanza del premio. El énfasis de Reinhold en la Historia es evidente en su declaración de que las filosofías y las religiones tienen que ser juzgadas conforme a la manera como responden a las necesidades de la razón en una época determinada. Para él, la evolución de la filosofía tiene una subyacente racionalidad. Las nuevas filosofías están destinadas a luchar repetidamente a fin de sobrevivir en una dialéctica de la Historia en la que el progreso tiene lugar de manera inconsciente. En lo que respecta a un Dios trascendente, la ley moral interna humana se exterioriza como una deidad tal. La extrema alteridad o alienación es parte de un proceso racional. Hace posible la subsiguiente recuperación, más profunda, de uno mismo, a través de algo distinto de uno mismo.

### La «filosofía elemental» de Reinhold
Como la filosofía crítica de Kant no estaba siendo aceptada como la verdad final, Reinhold trató de ofrecer un sólido fundamento para ella. Reinhold distinguía dos niveles de la filosofía: El nivel fundamental concernía a la conciencia y las representaciones que tienen lugar en ella. El segundo nivel, menos fundamental, era el de la posibilidad y estructura de los objetos conocidos o deseados.
El logro más importante de Kant fue darse cuenta de que se puede determinar la posibilidad de la metafísica. Esto puede hacerse sólo describiendo lo que ocurre cuando la mente es consciente de objetos. La debilidad de Kant fue preocuparse demasiado de los objetos mismos: se quedó en el segundo nivel, menos fundamental, de la filosofía. Kant no ofreció una descripción fenomenológica de la conciencia. Reinhold estaba convencido de que Kant debería haber identificado el hecho fundamental de la conciencia que es esencial para hacer posible el conocimiento mismo.
El Ensayo de una nueva teoría de la facultad humana de representación es una descripción de las partes y atributos principales de la conciencia. Al escribir este libro, Reinhold, dejando de lado los temas morales que Kant trataba en la parte final de la Crítica de la razón pura, volvió su atención de nuevo hacia los asuntos epistemológicos del comienzo y la mitad de la obra. 

## Obras (selección)
- Briefe über die Kantische Philosophie (Cartas sobre la filosofía kantiana), 1786-1787 (publicadas en el Teutscher Merkur de Wieland).
- Versuch einer neuen Theorie des menschlichen Vorstellungsvermögens (Ensayo de una nueva teoría de la facultad de representación humana). Widtmann & Mauke, Praga y Jena, 1789.
- Beiträge zur Berichtigung bisheriger Missverständnisse der Philosophen. Vol. I, Jena, 1790.
- Über das Fundament des philosophischen Wissens (Sobre el fundamento del saber filosófico). Jena, 1791.
- Auswahl vermischter Schriften (Selección miscelánea de escritos). 1797.

## Ediciones
- Briefe über die Kantische Philosophie. Edición de R. Schmidt. Leipzig 1924.
- Über das Fundament des philosophischen Wissens. Über die Möglichkeit der Philosophie als strenge Wissenschaft, hg. von W.H. Schrader, Hamburg 1978.
- Korrespondenz 1773-1788, editada por R. Lauth, E. Heller y K. Hiller, Stuttgart y Viena, 1983.
- Letters on the Kantian Philosophy, Edited by Karl Ameriks, Translated by James Hebbeler, Cambridge University Press (ISBN 0-521-53723-1)

## Literatura
- Martin Bondeli: Das Anfangsproblem bei Karl Leonhard Reinhold. Eine systematische und Entwicklungsgeschichtliche Untersuchung der Philosophie Reinholds in der Zeit von 1798-1803, Frankfurt am Main 1995 (ISBN 978-3-465-02643-3)
- Ernst Cassirer, El problema del conocimiento, vol. III (México, FCE, 1986), cap. 1 (pp. 50-79). (ISBN 968-16-2279-0)
- Félix Duque, Historia de la Filosofía Moderna. La era de la crítica, Madrid, Akal, 1998, pp. 185-187.
- Gerhard W. Fuchs: Karl Leonhard Reinhold - Illuminat und Philosoph. Eine Studie über den Zusammenhang seines Engagements als Freimaurer und Illuminat mit seinem Leben und philosophischen Wirken, Frankfurt am Main, 1994.
- Dieter Henrich, Between Kant and Hegel, Translated, with Introductions, by George de Giovanni and H.S. Harris, Hackett Publishing Co., Indianápolis (ISBN 0-87220-504-5)
- Reinhard Lauth: Philosophie aus einem Prinzip. Karl Leonhard Reinhold, hg. von R. Lauth, Bonn, 1974. Recopilación de artículos; entre ellos, B. Mensen, «Reinhold zur Frage des ersten Grundsatzes der Philosophie» (pp. 108-128); R. Lauth, «Fichtes und Reinholds Verhältnis vom Anfange ihrer Bekanntschaft bis Reinholds Beitritt zum Standpunkt der Wissenschaftslehre Anfang 1797» (pp. 129-159).
- Yun Ku Kim: Religion, Moral und Aufklärung. Reinholds philosophischer Werdegang, Frankfurt am Main, Berlín, Berna, Nueva York, París, Viena, 1996.
- W. Teichner: Rekonstruktion oder Reproduktion des Grundes. Die Begründung der Philosophie als Wissenschaft durch Kant und Reinhold. Bonn, 1976.

## Enlaces
Artículo sobre Reinhold (en inglés) en la Stanford Encyclopedia of Philosophy
- Datos: Q112258
- Multimedia: Carl Leonhard Reinhold / Q112258